# Olympische Sommerspiele 2024/Kanu – Einer-Canadier 1000 m (Männer)
Das Kanu-Rennen der Männer mit dem Einer-Canadier über 1000 m bei den Olympischen Spielen 2024 in Paris fand vom 7. bis 9. August 2024 statt. Schauplatz der Wettkämpfe war die Regattastrecke Stade nautique de Vaires-sur-Marne im Ort Vaires-sur-Marne, östlich des Großraums Paris. Titelverteidiger war der Brasilianer Isaquias Queiroz, der nach zwei Silber- und einer Bronzemedaille in Rio in Tokio seinen ersten Olympiasieg feierte.

## Titelträger
| Olympische Spiele 2020       | Isaquias Queiroz  | 4:04,408 min | Tokio             |
| Weltmeisterschaften 2023     | Martin Fuksa      | 3:45,124 min | Duisburg          |
| Afrikameisterschaften 2024   | Ghailene Khattali | 4:22,99 min  | Abuja             |
| Panamerikanische Spiele 2023 | José Ramón Pelier | 3:48,69 min  | Santiago de Chile |
| Asienspiele 2022             | Lai Kuan-chieh    | 4:15,942 min | Hangzhou          |
| Europameisterschaften 2024   | Cătălin Chirilă   | 4:03,010 min | Szeged            |
| Ozeanienmeisterschaften 2024 | Benjamin Manning  | 4:06,90 min  | Sydney            |

## Qualifikation
Die sechs am besten platzierten Boote (maximal ein Boot pro Nation) der Weltmeisterschaften 2023 qualifizierten sich für die Spiele. Bei kontinentalen Qualifikationswettkämpfen standen für Asien, Europa und Panamerika zwei Quotenplätze zur Verfügung sowie einer für Afrika und Ozeanien. Zusätzlich erhielt Gastgeber Frankreich einen Quotenplatz. Das Feld wurde durch Athleten komplettiert, die sich in anderen Bootsklassen qualifiziert hatten und auch im C1 an den Start gehen konnten. Maximal war dennoch nur ein Boot pro Nation zugelassen.

## Ergebnisse

### Vorläufe
Mittwoch, 7. August 2024

#### Vorlauf 1
| Rang | Bahn | Athlet            | Nation                         | Zeit (min) | Qualifikation |
| ---- | ---- | ----------------- | ------------------------------ | ---------- | ------------- |
| 1    | 5    | Wiktor Głazunow   | Polen                          | 3:48,40    | Halbfinale    |
| 2    | 6    | Sachar Petrow     | Individuelle Neutrale Athleten | 3:49,86    | Halbfinale    |
| 3    | 4    | José Ramón Pelier | Kuba                           | 3:52,17    | Viertelfinale |
| 4    | 3    | Nicolae Craciun   | Italien                        | 3:53,90    | Viertelfinale |
| 5    | 7    | Ji Bowen          | China                          | 4:02,85    | Viertelfinale |

#### Vorlauf 2
| Rang | Bahn | Athlet           | Nation               | Zeit (min) | Qualifikation |
| ---- | ---- | ---------------- | -------------------- | ---------- | ------------- |
| 1    | 5    | Martin Fuksa     | Tschechien           | 3:50,39    | Halbfinale    |
| 2    | 4    | Isaquias Queiroz | Brasilien            | 3:53,94    | Halbfinale    |
| 3    | 3    | Fernando Jorge   | Refugee Olympic Team | 3:54,90    | Viertelfinale |
| 4    | 7    | Dániel Fejes     | Ungarn               | 3:56,00    | Viertelfinale |
| 5    | 6    | Pablo Crespo     | Spanien              | 4:05,05    | Viertelfinale |

#### Vorlauf 3
| Rang | Bahn | Athlet            | Nation     | Zeit (min) | Qualifikation  |
| ---- | ---- | ----------------- | ---------- | ---------- | -------------- |
| 1    | 4    | Cătălin Chirilă   | Rumänien   | 3:44,75    | Halbfinale, OB |
| 2    | 5    | Adrien Bart       | Frankreich | 3:46,93    | Halbfinale     |
| 3    | 7    | Carlo Tacchini    | Italien    | 3:59,59    | Viertelfinale  |
| 4    | 3    | Sergei Jemeljanow | Kasachstan | 4:05,31    | Viertelfinale  |
| 5    | 6    | Pawlo Altuchow    | Ukraine    | 4:11,32    | Viertelfinale  |

#### Vorlauf 4
| Rang | Bahn | Athlet             | Nation            | Zeit (min) | Qualifikation |
| ---- | ---- | ------------------ | ----------------- | ---------- | ------------- |
| 1    | 4    | Serghei Tarnovschi | Moldau            | 3:49,27    | Halbfinale    |
| 2    | 5    | Connor Fitzpatrick | Kanada            | 3:50,79    | Halbfinale    |
| 3    | 7    | Mateus Nunes       | Brasilien         | 3:52,60    | Viertelfinale |
| 4    | 3    | Lai Kuan-chieh     | Chinesisch Taipeh | 4:01,26    | Viertelfinale |
| 5    | 6    | Ghailene Khattali  | Tunesien          | 4:23,05    | Viertelfinale |

#### Vorlauf 5
| Rang | Bahn | Athlet               | Nation      | Zeit (min) | Qualifikation |
| ---- | ---- | -------------------- | ----------- | ---------- | ------------- |
| 1    | 5    | Sebastian Brendel    | Deutschland | 3:45,48    | Halbfinale    |
| 2    | 7    | Liu Hao              | China       | 3:45,85    | Halbfinale    |
| 3    | 4    | Balázs Adolf         | Ungarn      | 3:48,21    | Viertelfinale |
| 4    | 6    | Mohammad Nabi Rezaei | Iran        | 4:10,36    | Viertelfinale |
| 5    | 3    | Benilson Sanda       | Angola      | 4:11,40    | Viertelfinale |

### Viertelfinale
Mittwoch, 7. August 2024

#### Viertelfinale 1
| Rang | Bahn | Athlet               | Nation    | Zeit (min) | Qualifikation |
| ---- | ---- | -------------------- | --------- | ---------- | ------------- |
| 1    | 6    | Dániel Fejes         | Ungarn    | 3:47,88    | Halbfinale    |
| 2    | 5    | José Ramón Pelier    | Kuba      | 3:49,41    | Halbfinale    |
| 3    | 7    | Pawlo Altuchow       | Ukraine   | 3:51,58    |               |
| 4    | 3    | Mohammad Nabi Rezaei | Iran      | 3:52,41    |               |
| 5    | 4    | Mateus Nunes         | Brasilien | 4:08,50    |               |

#### Viertelfinale 2
| Rang | Bahn | Athlet          | Nation            | Zeit (min) | Qualifikation |
| ---- | ---- | --------------- | ----------------- | ---------- | ------------- |
| 1    | 5    | Carlo Tacchini  | Italien           | 3:49,15    | Halbfinale    |
| 2    | 3    | Pablo Crespo    | Spanien           | 3:50,24    | Halbfinale    |
| 3    | 4    | Nicolae Craciun | Italien           | 3:53,13    |               |
| 4    | 6    | Lai Kuan-chieh  | Chinesisch Taipeh | 3:58,79    |               |
| 5    | 7    | Benilson Sanda  | Angola            | 4:12,73    |               |

#### Viertelfinale 3
| Rang | Bahn | Athlet            | Nation               | Zeit (min) | Qualifikation |
| ---- | ---- | ----------------- | -------------------- | ---------- | ------------- |
| 1    | 5    | Balázs Adolf      | Ungarn               | 3:53,65    | Halbfinale    |
| 2    | 3    | Ji Bowen          | China                | 3:56,36    | Halbfinale    |
| 3    | 6    | Sergei Jemeljanow | Kasachstan           | 3:59,68    |               |
| 4    | 4    | Fernando Jorge    | Refugee Olympic Team | 4:06,63    |               |
| 5    | 7    | Ghailene Khattali | Tunesien             | 4:28,44    |               |

### Halbfinale
Freitag, 9. August 2024

#### Halbfinale 1
| Rang | Bahn | Athlet             | Nation      | Zeit (min) | Qualifikation |
| ---- | ---- | ------------------ | ----------- | ---------- | ------------- |
| 1    | 3    | Sebastian Brendel  | Deutschland | 3:44,78    | A-Finale      |
| 2    | 6    | Isaquias Queiroz   | Brasilien   | 3:44,80    | A-Finale      |
| 3    | 5    | Wiktor Głazunow    | Polen       | 3:45,30    | A-Finale      |
| 4    | 7    | Carlo Tacchini     | Italien     | 3:45,42    | A-Finale      |
| 5    | 4    | Cătălin Chirilă    | Rumänien    | 3:45,78    | B-Finale      |
| 6    | 1    | José Ramón Pelier  | Kuba        | 3:46,37    | B-Finale      |
| 7    | 8    | Ji Bowen           | China       | 3:46,48    | B-Finale      |
| 8    | 2    | Connor Fitzpatrick | Kanada      | 3:56,31    | B-Finale      |

#### Halbfinale 2
| Rang | Bahn | Athlet             | Nation                         | Zeit (min) | Qualifikation |
| ---- | ---- | ------------------ | ------------------------------ | ---------- | ------------- |
| 1    | 4    | Martin Fuksa       | Tschechien                     | 3:44,69    | A-Finale, OB  |
| 2    | 5    | Serghei Tarnovschi | Moldau                         | 3:45,33    | A-Finale      |
| 3    | 3    | Sachar Petrow      | Individuelle Neutrale Athleten | 3:45,99    | A-Finale      |
| 4    | 8    | Balázs Adolf       | Ungarn                         | 3:46,61    | A-Finale      |
| 5    | 7    | Dániel Fejes       | Ungarn                         | 3:47,83    | B-Finale      |
| 6    | 6    | Adrien Bart        | Frankreich                     | 3:49,56    | B-Finale      |
| 7    | 2    | Liu Hao            | China                          | 4:01,95    | B-Finale      |
| 8    | 1    | Pablo Crespo       | Spanien                        | 4:03,04    | B-Finale      |

### Finale
Freitag, 9. August 2024

#### A-Finale
Anmerkung: zur Ermittlung der Plätze 1 bis 8
| Rang | Bahn | Athlet             | Nation                         | Zeit (min) | Anm. |
| ---- | ---- | ------------------ | ------------------------------ | ---------- | ---- |
| 1    | 4    | Martin Fuksa       | Tschechien                     | 3:43,16    | OB   |
| 2    | 3    | Isaquias Queiroz   | Brasilien                      | 3:44,33    |      |
| 3    | 6    | Serghei Tarnovschi | Moldau                         | 3:44,68    |      |
| 4    | 2    | Sachar Petrow      | Individuelle Neutrale Athleten | 3:45,28    |      |
| 5    | 1    | Carlo Tacchini     | Italien                        | 3:48,97    |      |
| 6    | 7    | Wiktor Głazunow    | Polen                          | 3:49,05    |      |
| 7    | 8    | Balázs Adolf       | Ungarn                         | 3:49,83    |      |
| 8    | 5    | Sebastian Brendel  | Deutschland                    | 3:51,44    |      |

#### B-Finale
Anmerkung: zur Ermittlung der Plätze 9 bis 16
| Rang | Bahn | Athlet             | Nation     | Zeit (min) |
| ---- | ---- | ------------------ | ---------- | ---------- |
| 9    | 5    | Cătălin Chirilă    | Rumänien   | 3:47,48    |
| 10   | 3    | José Ramón Pelier  | Kuba       | 3:46,37    |
| 11   | 4    | Dániel Fejes       | Ungarn     | 3:50,22    |
| 12   | 8    | Pablo Crespo       | Spanien    | 3:50,54    |
| 13   | 2    | Liu Hao            | China      | 3:52,25    |
| 14   | 1    | Connor Fitzpatrick | Kanada     | 3:56,31    |
| 15   | 7    | Ji Bowen           | China      | 3:46,48    |
| 16   | 6    | Adrien Bart        | Frankreich | 3:59,82    |